# Championnat de Grenade de football 2010
Navigation
Saison 2008 Saison suivante
La saison 2010 du Championnat de Grenade de football est la trente-neuvième édition de la Premier Division, le championnat national à la Barbade. Les dix équipes engagées sont regroupées au sein d'une poule unique où elles s'affrontent à deux reprises. En fin de saison, le dernier du classement est relégué tandis que l'avant-dernier dispute un barrage de promotion-relégation face au vice-champion de First Division.
La compétition est interrompue dans le courant du mois de décembre, après une série de journées de championnat perturbées par des forfaits en série. Aucun titre n'est décerné et il n'y a ni promotion, ni relégation en vue de la saison prochaine. 

## Les clubs participants
- Chantimelle FC
- Carib Hurricanes FC
- ASOMS Paradise
- Hard Rock FC - Promu de First Division
- Queens Park Rangers
- Fontenoy United
- South Stars FC
- Ball Dogs FC
- Grenada Boys Secondary School FC
- Eagle Super Strikers

## Compétition
Le barème de points servant à établir le classement se décompose ainsi :
- Victoire : 3 points
- Match nul : 1 point
- Défaite : 0 point

### Classement
| Rang | Équipe                           | Pts | J  | G  | N | P  | Bp | Bc | Diff |
| ---- | -------------------------------- | --- | -- | -- | - | -- | -- | -- | ---- |
| 1    | ASOMS Paradise                   | 41  | 18 | 13 | 2 | 3  | 41 | 14 | +27  |
| 2    | Carib Hurricanes FCT             | 38  | 17 | 11 | 5 | 1  | 31 | 11 | +20  |
| 3    | Fontenoy United                  | 29  | 17 | 9  | 2 | 6  | 28 | 26 | +2   |
| 4    | Hard Rock FCP                    | 26  | 18 | 7  | 5 | 6  | 28 | 22 | +6   |
| 5    | Eagle Super Strikers             | 20  | 18 | 6  | 2 | 10 | 23 | 29 | -6   |
| 6    | Grenada Boys Secondary School FC | 17  | 15 | 5  | 2 | 8  | 19 | 25 | -6   |
| 7    | Chantimelle FC                   | 17  | 17 | 4  | 5 | 8  | 22 | 29 | -7   |
| 8    | Ball Dogs FC                     | 16  | 18 | 3  | 7 | 8  | 21 | 32 | -11  |
| 9    | South Stars FC                   | 15  | 15 | 4  | 3 | 8  | 17 | 32 | -15  |
| 10   | Queens Park Rangers              | 14  | 15 | 3  | 5 | 7  | 12 | 22 | -10  |

## Bilan de la saison
| Championnat de Grenade de football 2010 |              |
| Champion                                | Aucun        |
| Coupes et trophées                      |              |
| Vainqueur de la Coupe de Grenade 2010   | Non disputée |
| Qualifications continentales            |              |
| CFU Club Championship 2011              | Aucun        |
| Promotions et relégations               |              |
| Promus en Premier Division              | Aucun        |
| Relégués en First Division              | Aucun        |